# Eytan Sheshinski
Eytan Sheshinski, född 29 juni 1937, är en israelisk ekonom. Han innehar Sir Isaac Wolfson professuren i statsfinanser vid Hebrew University i Jerusalem. Han invaldes 1982 som utländsk ledamot av svenska Vetenskapsakademien.

## Utmärkelser
- Ekonomie hedersdoktor vid Handelshögskolan i Stockholm (ekon. dr. h.c.) 1984